# Joue-nous « España »
Joue-nous « España » est un roman de Jocelyne François publié le 27 novembre 1980 au Mercure de France et ayant reçu la même année le prix Femina.

## Résumé
Cette autobiographie retrace l'enfance de Jocelyne dans un village de Lorraine. Elle y assiste à l'Occupation lors de la Seconde Guerre mondiale. Devenue jeune fille, elle se lie avec Sarah, dont elle tombera amoureuse.
Le morceau de piano du titre est España d'Emmanuel Chabrier.

## Éditions
- Mercure de France, 1980,  (ISBN 2-7152-0060-9).
- Éditions Gallimard, coll. « Folio » no 1375, 1982,  (ISBN 9782070373758).